# Kejsarn av Portugallien (film, 1992)
Kejsarn av Portugallien är en samproducerad nordisk miniserie i tre avsnitt från 1992 i regi av Lars Molin. 

## Handling
Torparen Jan och hans hustru Kattrina får en dotter. Jan är överväldigad av faderskärlek och dottern får namnen Klara Fina Gulleborg. Men när Klara blivit vuxen far hon till Stockholm för att hjälpa föräldrarna att behålla sitt torp. Så småningom kommer pengar men Klara själv kommer inte hem igen. Jan blir tokig av saknad och inbillar sig att dottern blivit kejsarinna av Portugallien och han själv kejsare.

## Om filmen
Första delen av miniserien premiärvisades 25 december 1992 på Kanal 1. Filmfotograf var Jan-Hugo Norman. Manusförlaga var Selma Lagerlöfs roman Kejsarn av Portugallien från 1914. Förebilden till romanfiguren Jan Andersson i Skrolycka hette Jan Nilsson. Hans dotter Kattrina, som var född 1843 var förebilden till romanens Klara-Fina Gulleborg. Hon kom till Stockholm och senare till Finland och det gick henne i verkliga livet mycket illa. Romanen har tidigare filmats av Victor Sjöström under de år han arbetade i Hollywood. Den filmen premiärvisades 1925 under titeln The Tower of Lies. I Sverige filmades romanen första gången i regi av Gustaf Molander 1944.

## Roller i urval
- Ingvar Hirdwall - Jan
- Gunilla Nyroos - Kattrina
- Agnes Hirdwall - Klarafina, 7-10 år
- Cecilia Ljung - Klarafina
- Allan Svensson - Gunnarsson
- Ulf Friberg - August
- Halvar Björk - Erik i Falla
- Inga Landgré - mor i Falla
- Per Oscarsson - Ol-Bengtsa
- Rolf Lassgård - Agrippa
- Bertil Norström - gamle pastorn
- Gösta Bredefeldt - dr. Berg
- Anders Ahlbom - ingenjören
- Bengt Järnblad - Henningson
- Jonas Falk - riksdagsmannen
- Iwa Boman - barnmorska
- Eva Gröndahl - Stoll-Inga
- Boman Oscarsson - Einar Ersson
- Tomas Pontén - löjtnant Liljecrona
- Lennart Hjulström - major Krapp
- Rolf Degerlund - unge Bengtsa
- Gert Fylking - handelsmannen